# 뉴 배트맨 어드벤처스
《뉴 배트맨 어드벤처스》(영어: The New Batman Adventures, TNBA)는 DC 코믹스의 만화이자 슈퍼히어로인 배트맨을 원작으로 한 미국의 텔레비전 애니메이션이다. 워너브라더스 애니메이션이 제작하여 1997년 9월 13일부터 1999년 1월 16일까지 The WB에서 방영되었다.
시리즈의 작가인 폴 디니는 《배트맨: 고담의 기사》(Batman: Gotham Knights)라는 제목으로 방영되기를 원했지만, 다른 프로듀서들이 반대하여 결국 지금의 이름으로 방영되었다.